# Bila Tserkva
Bila Tserkva (en ucraniano: Бíла Цéрква, lit. 'Iglesia blanca'; [ˈbilɐ ˈtsɛrkwɐ]ⓘ) es una ciudad de importancia regional ubicada en el río Ros en la óblast de Kiev en Ucrania central, aproximadamente a 80 km al sur de la capital. Bila Tserkva tiene una población de 208 944 habitantes y cuenta con una superficie de 67,8 km². Es el centro administrativo del distrito homónimo, pero no pertenece al mismo. Es la capital (de facto) del Óblast de Kiev.

## Historia

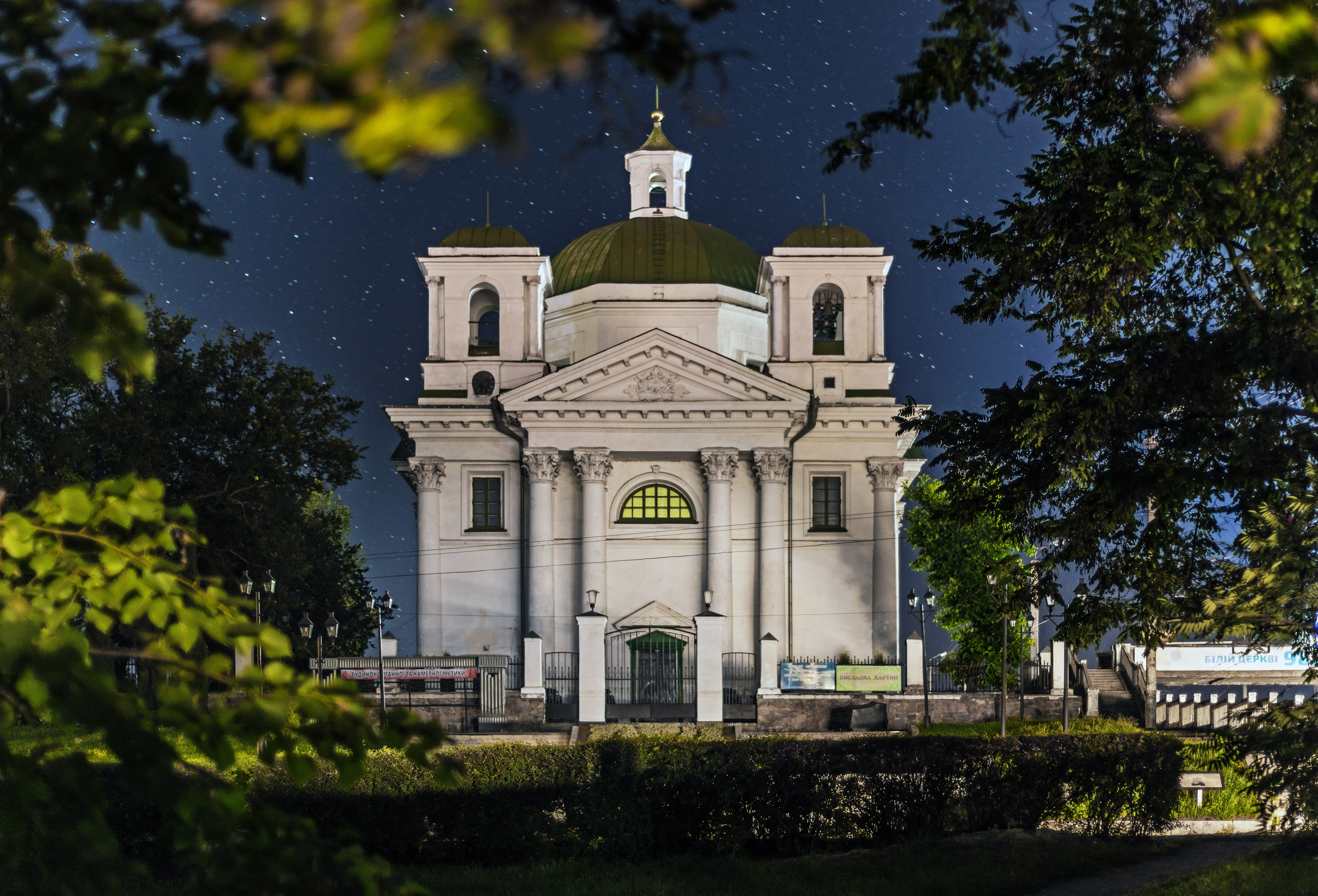
La «Iglesia blanca» de Bila Tserkva

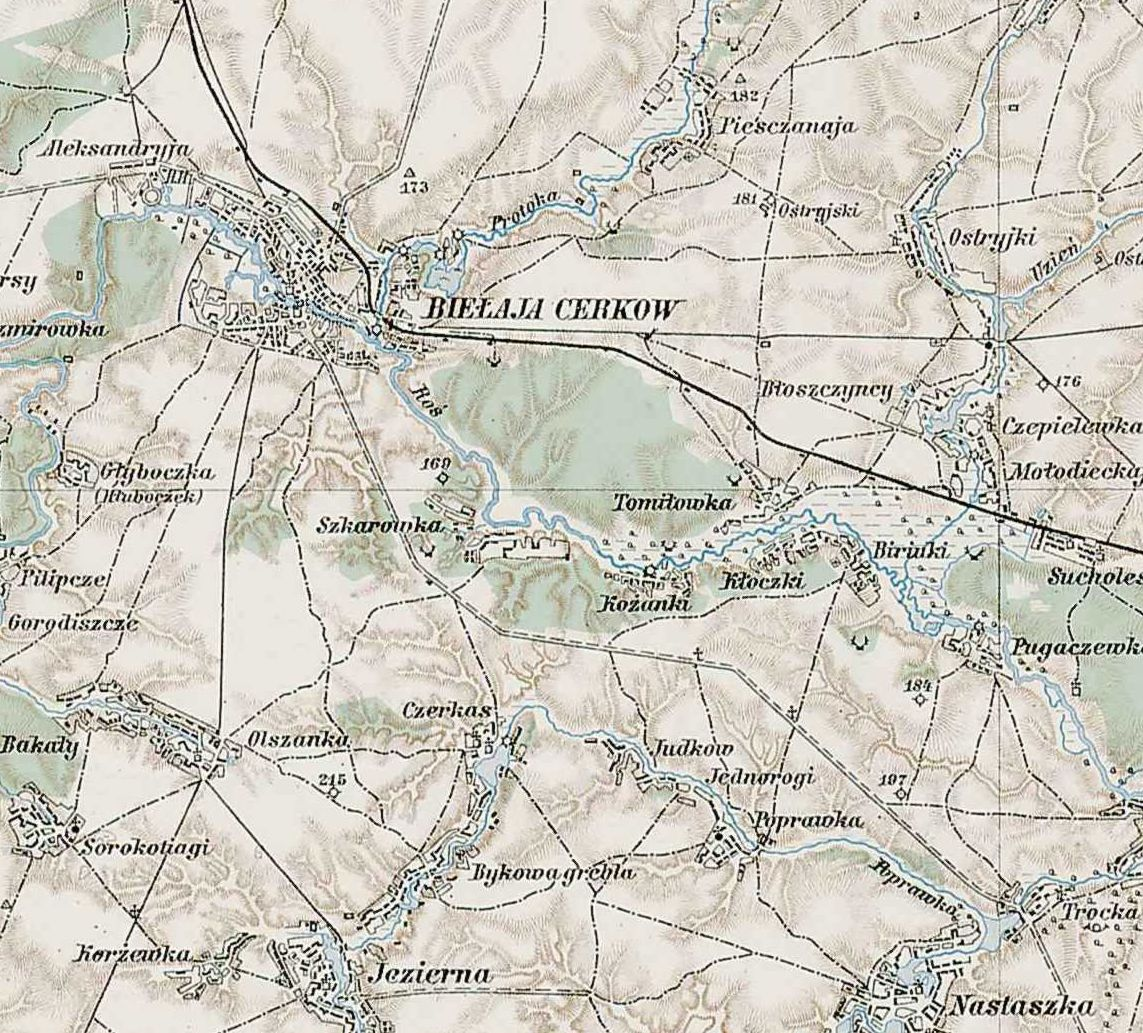
Bila Tserkva, Oleksandriia y los pueblos circundantes en 1889

La ciudad fue fundada en el 1032 como Yúriev por Yaroslav el Sabio, cuyo nombre cristiano era Yuri. El nombre actual de la ciudad, literalmente traducido, es «Iglesia Blanca» y puede referirse a la (ya no existente) catedral pintada de blanco de la Yúriev medieval.
Desde 1363 perteneció al Gran Ducado de Lituania, y desde 1569 a la Mancomunidad de Polonia-Lituania. El derecho de Magdeburgo le fue decretado en 1620 por Segismundo Vasa. El tratado de paz entre la Mancomunidad de Polonia-Lituania y los rebeldes cosacos ucranianos de Bohdán Jmelnytsky fue firmado aquí en 1651.
Tras la Tercera Partición de Polonia en 1795, Bila Tserkva pasó a formar parte de la Rusia Imperial. Fue un importante mercado en el siglo XIX. Durante los tiempos de la Unión Soviética se convirtió en un gran centro industrial (construcción de máquinas, industria de la construcción).
En septiembre de 1941 durante la invasión alemana de la Unión Soviética, un sonderkommando de los Einsatzgruppen o unidades móviles de matanza, asesinó a más de noventa niños judíos después de tenerlos encerrados durante varios días sin comida y apenas agua. Las edades de los niños iban desde los pocos meses a los siete años.

## Economía
En esta ciudad se ubica la manufacturera de neumáticos para automóviles «Rosava».

## Patrimonio

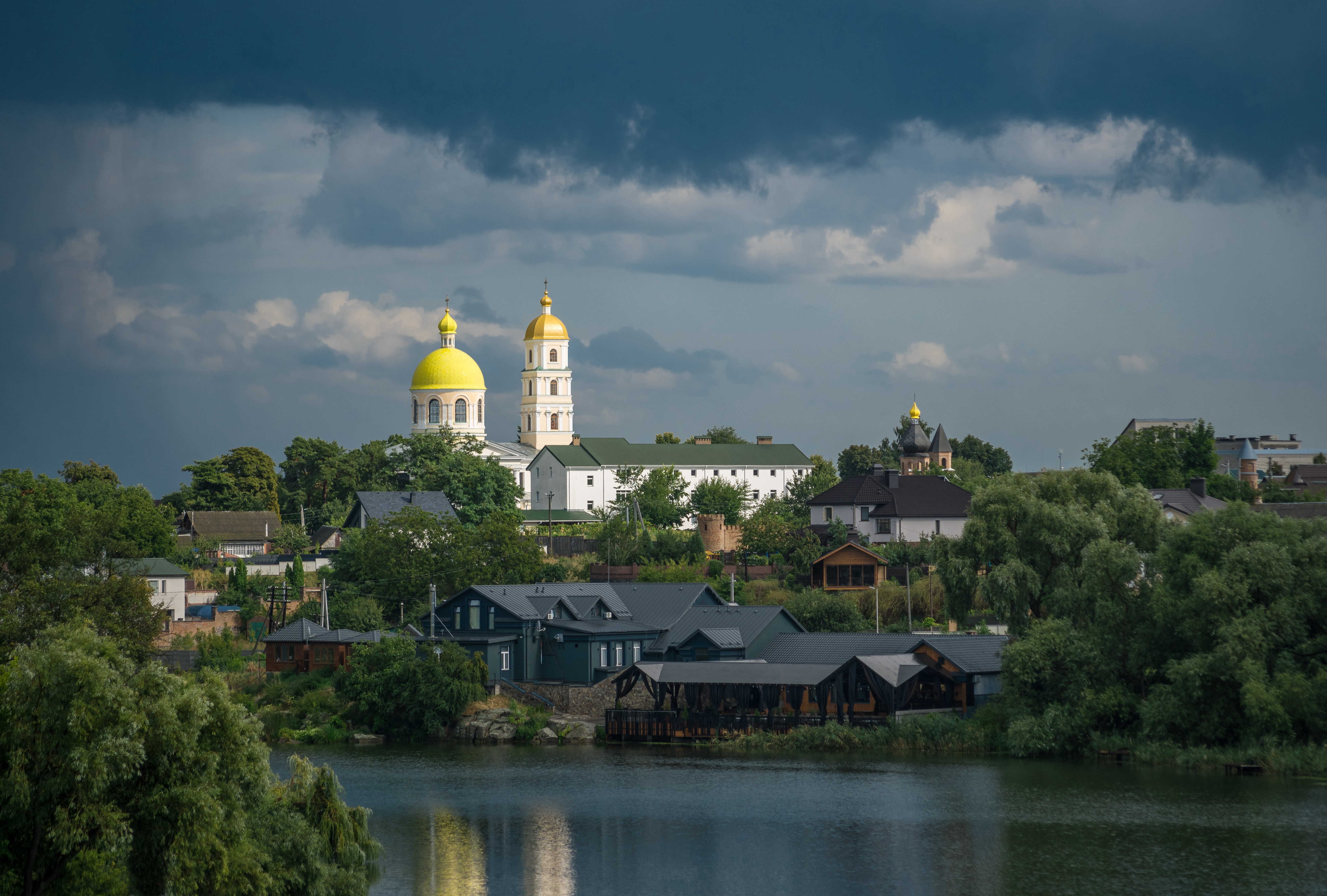
Iglesia de María Magdalena

Importantes construcciones incluyen al mercado (1809-1814) y al complejo de construcciones palladianas de madera (1825-31). Otras construcciones en madera son el «Palacio Winter» del Branickis y la asamblea nobiliaria del distrito. 
- Iglesia de San Nicolás, cuya construcción comenzó en 1706 y finalizó en 1852.
- Catedral ortodoxa de la Transfiguración Salvadora que fue construida entre 1833 y 1839.
- Iglesia católica de 1812.
- Parque ajardinado de Alejandría[2] de 2 km² está ubicado en Bila Tserkva. Fue fundado en 1793 por la esposa del hetman Franciszek Ksawery Branicki.

## Deporte
La ciudad es la sede del equipo de fútbol FC Ros Bila Tserkva. Ros es un equipo de las categorías inferiores de la Liga Ucraniana de Fútbol.
| Deporte            | Equipo             | Liga       | Estadio            | Fundación |
| ------------------ | ------------------ | ---------- | ------------------ | --------- |
| Fútbol             | Arsenal Kyivschyna | Druha Liha | Reservas laborales | 2005      |
| Hockey sobre hielo | CHB                | —          | Leopardo blanco    | 2012      |

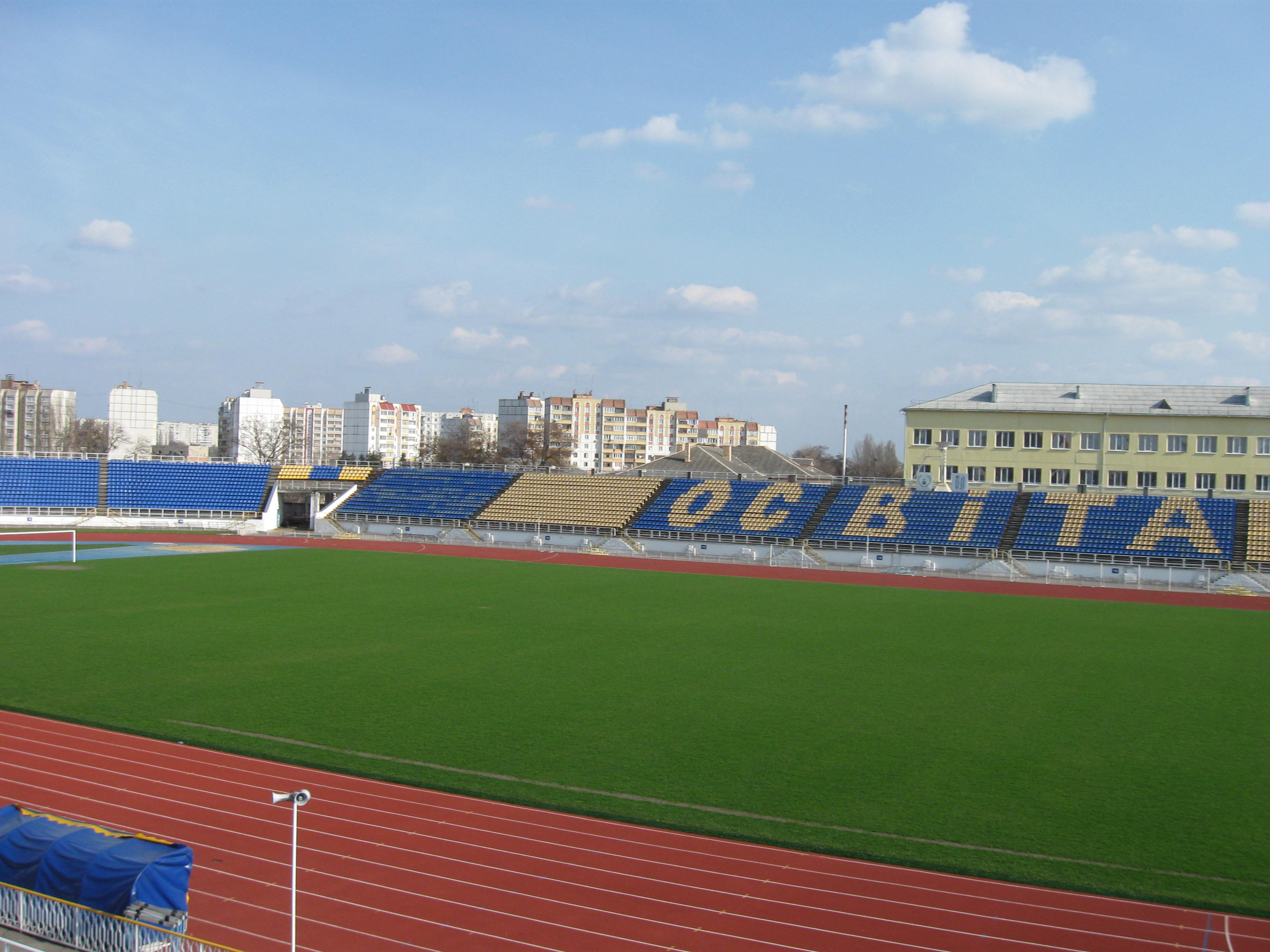
Estadio reserva laboral
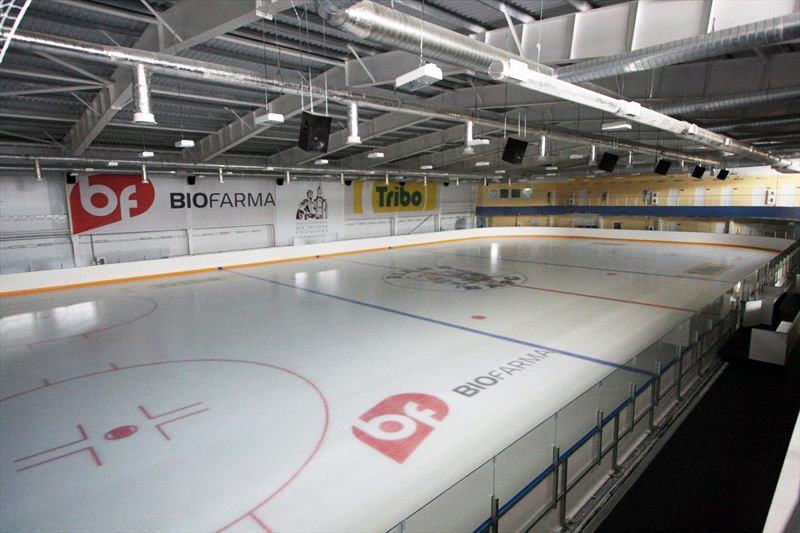
Pista de hielo Leopardo blanco

## Ciudades hermanadas
| País                  | Ciudad                  | Fecha  | ●                   | País                       | Ciudad | Fecha |
| --------------------- | ----------------------- | ------ | ------------------- | -------------------------- | ------ | ----- |
|                       | Bandera de Polonia      | Tarnów | 2007                |                            |        |       |
| Bandera de Georgia    | Senaki                  | 1997   | Bandera de Ucrania  | Raión de Solomiansk (Kiev) | 2009   |       |
| Bandera de Polonia    | Ostrowiec Świętokrzyski | 2001   | Bandera de Lituania | Vilna                      | 2011   |       |
| Bandera de Ucrania    | Kremenchuk              | 2001   | Bandera de Grecia   | Itea                       | 2013   |       |
| Bandera de Eslovaquia | Púchov                  | 2004   | Bandera de Bulgaria | Stara Zagora               | 2016   |       |